# Уровень чёрного
Уровень чёрного (укр. Рівень чорного) — украинский документально-игровой драматический фильм, снятый Валентином Васяновичем. Мировая премьера ленты состоялась 17 июля 2017 года на 8-м Одесском международном кинофестивале, где она принимала участие в международной и национальной конкурсных программах.
В числе двух других фильмов Васяновича фильм входит в список 100 лучших фильмов в истории украинского кино, составленный в 2021 году.

## Сюжет
50-летие становится началом сложного этапа в жизни свадебного фотографа Кости. Всё, что он любил и к чему был привязан, уходит навсегда. Хотя таких вещей в его жизни не так уж и много: парализованный после инсульта отец, подруга — стилист свадебного журнала, старый кот, слайды, на которых он молод и счастлив. Костя всю жизнь фотографирует чужое счастье. Для него это обычная рутина.